# Gustav Hanelt
Gustav Hanelt, född 21 september 1914, var en tysk SS-Hauptsturmführer. Han var chef för Forschungsamt für Ostsiedlung ("Forskningsbyrån för bosättning i öst") i Lublin, som utgjorde en del av Generalplan Ost, Nazitysklands plan för kolonialiseringen av östra Europa fram till Uralbergen.